# Scener ur ett äktenskap
Scener ur ett äktenskap är en svensk TV-serie från 1973 av Ingmar Bergman med Liv Ullmann och Erland Josephson i huvudrollerna som paret Marianne och Johan. TV-serien är totalt 281 minuter lång, men det finns även en nedklippt bioversion på 167 minuter, som visats internationellt. Det var Ingmar Bergmans första TV-serie, som senare följdes av Ansikte mot ansikte (1976) och Fanny och Alexander (1982). Bergmans film Saraband från 2003 är en fristående fortsättning på serien och har även den Ullman och Josephson i huvudrollerna.

## Beskrivning
Att Bergman valde att göra en TV-serie kom som en överraskning för många, eftersom TV-serier då inte ansågs vara lika prestigefyllda eller ha lika hög kvalitet som biograffilm. Bergman fokuserade på dialogen när han skrev manuset. Serien var för övrigt en lågbudgetproduktion och hade ett pressat tidsschema. De sex avsnitten spelades in på 42 dagar, mestadels i en ateljé i en lada på Fårö. Bergmans intention var att skapa ett stycke "vackrare vardagsvara för TV".
TV-serien kom att bli en internationell succé, tvärtemot vad många trodde. Den hade höga tittarsiffror och ledde till att familjerådgivningen nyttjades i större utsträckning. I Danmark noterades även ett ökat antal skilsmässor efter att serien hade visats.
Serien är en av titlarna i boken Tusen svenska klassiker (2009).

## Handling
Johan och Marianne har varit gifta i tio år och har två döttrar tillsammans. Vännerna Peter och Katarina har stora äktenskapliga problem och tittaren får genom dessa en föraning om vad som väntar Johan och Marianne.

## Rollista
- Liv Ullmann – Marianne
- Erland Josephson – Johan
- Bibi Andersson – Katarina
- Jan Malmsjö – Peter
- Gunnel Lindblom – Eva
- Barbro Hiort af Ornäs – Fru Jacobi
- Anita Wall – Fru Palm
- Rossana Mariano - Eva, 12 år, dotter till Marianne och Johan
- Lena Bergman – Karin, dotter till Marianne och Johan
- Wenche Foss – Mariannes mor
- Bertil Norström – Arne
- Ingmar Bergman – pressfotograf (endast som röstskådespelare)